# イノセンテの描く未来
『イノセンテの描く未来』（Inocente）は、ショーン・ファインとアンドレア・ニックス監督による2012年の短編ドキュメンタリー映画である。NHKのBS1で放送された時の邦題は『イノセンテ ～ホームレスの少女が描く未来～』。
アーティストを志すカリフォルニア州の15歳のホームレス少女に焦点が当てられる。第85回アカデミー賞短編ドキュメンタリー映画賞を受賞した。
製作費はクラウドファンディングウェブサイトのKickstarterを通じて調達された。
本作はアカデミー賞にノミネートされた後、ショーツHDによって他のノミネート作品と同時に劇場公開された。日本では2013年に第10回ラテンビート映画祭で初上映された。